# Donauveltliner
Donauveltliner ist eine pilzwiderstandsfähige Reb- und Weißweinsorte (PIWI). Hauptziel der Züchtung war, eine möglichst hohe Resistenz gegen die Pilzkrankheiten Echter und Falscher Mehltau sowie gegen den Befall von Botrytis zu erreichen.

## Herkunft

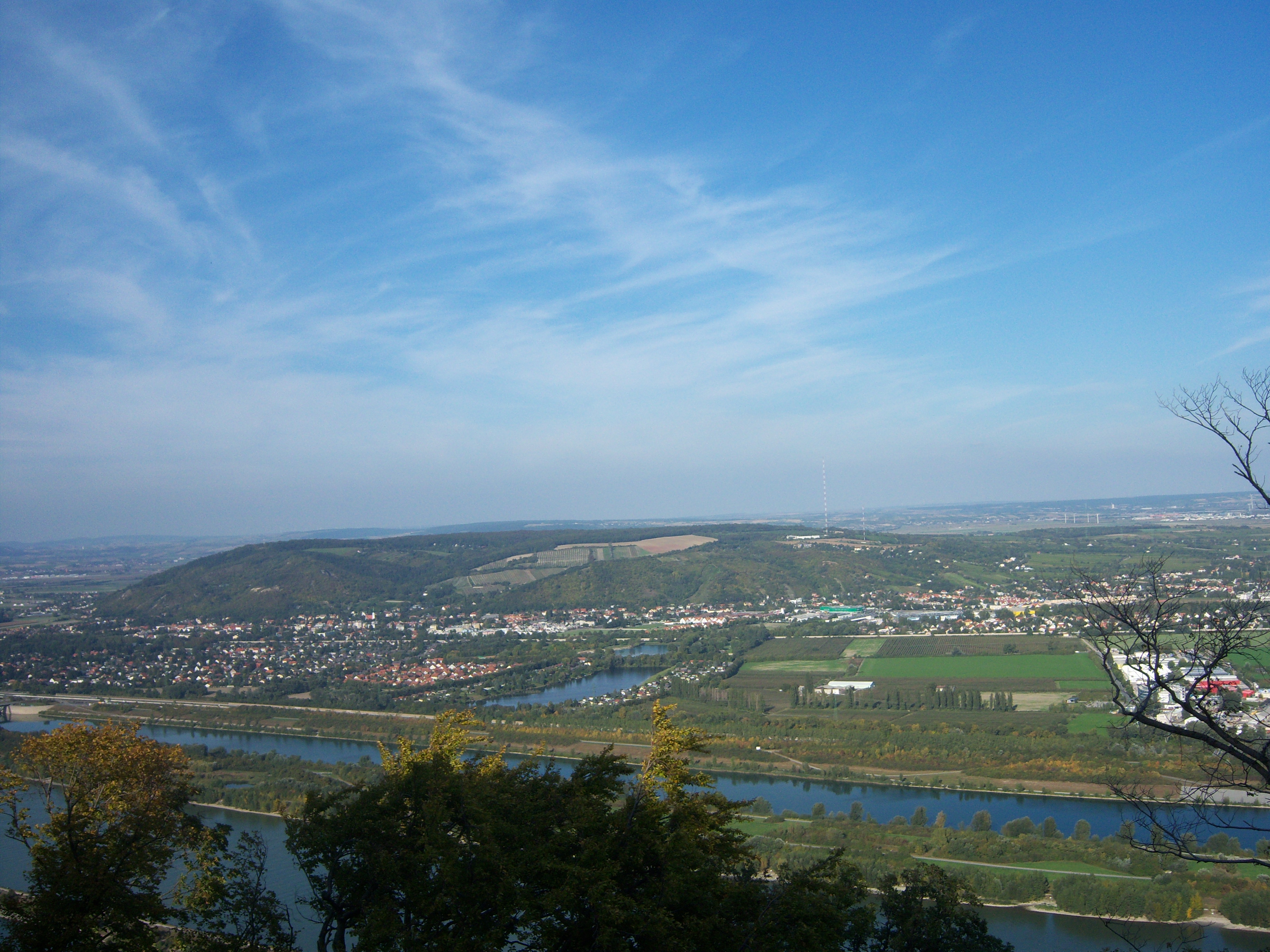
Blick vom Leopoldsberg über die Donau auf den Bisamberg – Ort der Rebzuchtstation der HBLA u. BA Klosterneuburg

Beim Donauveltliner handelt es sich um eine im Jahr 1996 von Ferdinand Regner an der Höheren Bundeslehranstalt und Bundesamt für Wein- und Obstbau Klosterneuburg durchgeführte Neuzüchtung.

## Abstammung
Die Sorte ist eine Kreuzung aus Grüner Veltliner × Seyval Blanc (SV 5276).

## Ampelografische Merkmale
- Die Triebspitze ist offen und mittel bis stark wollig behaart. Auffällig ist die fehlende bis schwache Anthozyan-Färbung in der Triebspitze.
- Das junge Blatt ist auf der Oberseite gelb, die Unterseite besitzt eine mittlere bis starke Behaarung zwischen den Blattadern.
- Das ausgewachsene Blatt ist fünfeckig mit 3 bis 5 Lappen und hat ein ebenes Profil. Die Hauptnerven auf der Blattoberseite sowie der Stielansatz weisen keine Anthocyane auf. Die Blattspreite ist schwach gewaffelt und schwach blasig. Die Blattzähne sind beidseitig konvex geformt. Die Stielbucht ist offen bis geschlossen mit V-förmiger Basis; die Stielbucht ist nicht von Nerven begrenzt. Zähne in der Stielbucht und in den Seitenbuchten fehlen. Die Seitenbuchten haben eine geringe Tiefe mit V- bis U-Form. Die Blattunterseite weist eine mittlere Behaarung und fehlende Beborstung an den Hauptnerven auf.
- Der Traubenstiel ist mittellang (3–5 cm). Die Trauben sind mittellang (14–18 cm) und lockerbeerig, zum Teil auch etwas dichtbeeriger. Die Grundtraube ist zylindrisch und hat 1 bis 3 Flügel, die Beitraube fehlt oder ist bis mittelgroß. Die Beeren sind rund bis oval (Länge: 13–15 mm, Breite: bis zu 13 mm). Das Einzelbeerengewicht ist vergleichsweise gering (bis zu 2 Gramm). Die Beerenhaut ist grün-gelb gefärbt und das Fruchtfleisch ist ungefärbt.
- Der Triebwuchs ist mittelstark mit halb-aufrechter bis aufrechter Triebhaltung.

## Reife
Die Reife setzt beim Donauveltliner im mittleren Stadium ein, jedoch früher als im Falle der Sorte Grüner Veltliner.

## Eigenschaften, Ansprüche
Die Rebsorte Donauveltliner weist eine sehr gute Winterfrostwiderstandsfähigkeit und Resistenz gegen Peronospora und Oidium auf. Im Falle von herbstlichen Niederschlägen besteht eine geringe Neigung zum Platzen der Beeren. Die Trauben sind deutlich lockerbeeriger als die Trauben der Rebsorte Grüner Veltliner und damit weniger botrytisanfällig. Es besteht auch eine gute Toleranz gegen Roten Brenner, Phomopsis und Schwarzfäule. Infolge dieser Eigenschaften ist nur ein eingeschränkter chemischer Pflanzenschutz erforderlich. 
Zu heiße und trockene Gebiete sowie Lagen sind für den Anbau von Donauveltliner wegen Frühreife und Säureverlust weniger geeignet. Ansonsten sind die weinbaulichen Ansprüche ähnlich wie bei der Sorte Grüner Veltliner.

## Ertrag
Der Ertrag ist mittel bis hoch. Der Donauveltliner verrieselt leicht und erbringt daher lockerbeerige Trauben. Infolgedessen ist der Ertrag geringer als beim Grünen Veltliner. 

## Wein
Die Weine sind fruchtig und in der Jugendphase ausgeglichen. Der Wein braucht aber eine gewisse Reife, bevor er dem Konsum zugeführt werden kann. Als reifer Wein ist er sehr ähnlich wie der Grüne Veltliner.